# Universidad de Antananarivo
La Universidad de Antananarivo (en francés: Université d'Antananarivo) es la universidad pública principal del país africano de Madagascar, situada en la capital, la ciudad de Antananarivo. La universidad remonta su fundación al 16 de diciembre de 1955 con la formación del Instituto de Estudios Avanzados en Antananarivo. Se ha constituido como el principal centro de educación superior en el país, y pasó a llamarse Universidad de Madagascar en 1961. Más tarde se abrieron cinco sucursales más en Antsiranana, Fianarantsoa, Toamasina, Toliara, y Mahajanga. En 1988 todas las ramas del sistema llegaron a ser independientes las unas de las otras, y el nombre de Universidad de Madagascar fue eliminado, con el campus Antananarivo convirtiéndose en la actual Universidad de Antananarivo.